# Russ Stein
Russell „Russ“ Frederick Stein (* 21. April 1896 in Warren, Ohio, USA; † 1. Juni 1970, ebenda) war ein US-amerikanischer American-Football-Spieler. Er spielte unter anderem in der National Football League (NFL).

## Jugend
Russ und sein jüngerer Bruder Herb Stein wuchsen beide in Niles, Ohio, auf. Ihre Eltern waren Farmer. Beide Brüder genossen eine strenge Erziehung. Wie für Kinder, die zur damaligen Zeit auf einer Farm aufwuchsen, üblich, mussten auch sie bei der Feldarbeit helfen. Trotzdem konnten sie beide in ihrer Heimatstadt Niles die High School besuchen, wo sie auch American Football spielten. In seiner Schulmannschaft lief Russ Stein als Fullback auf, spielte aber auch auf weiteren Positionen.

## Spielerlaufbahn

### Collegekarriere
Russ Stein studierte am Washington & Jefferson College. Stein wurde in der Collegemannschaft in der Offensive Line eingesetzt, fand aber auch Einsatzzeit in der Defense des Teams. 1921 blieb er als Mannschaftskapitän in der regular Season mit seinem von Greasy Neale trainierten Team ungeschlagen, was den Einzug in den Rose Bowl bedeutete. Das Spiel gegen die University of California endete mit 0:0. Russ Stein wurde zum MVP des Spiels gewählt. Aufgrund seiner sportlichen Leistungen wurde Stein auch mit der Wahl zum All-American geehrt.

### Profikarriere
Russ Stein spielte 1922 zusammen mit seinem Bruder Herb als Profi für die Toledo Maroons. Nachdem er 1923 ausgesetzt hatte, schlossen sich die Brüder den Frankford Yellow Jackets an. Beide wechselten 1925 zu den Pottsville Maroons.
Im Jahr 1925 gab es in der NFL eine Kontroverse über den Titelgewinn. Sowohl die Chicago Cardinals, als auch die Maroons beanspruchten den Titel für sich. Die Cardinals hatten in der Saison 11 Spiele gewonnen, zwei verloren und ein Spiel unentschieden gespielt. Die Maroons dagegen gingen bei 12 eigenen Spielen, zehnmal als Sieger vom Platz. Sie gewannen dabei ihr Spiel gegen die Cardinals mit 21:7, wobei Herb Stein eine Interception fangen konnte. Allerdings beging das Team von Stein einen (vermeintlichen) Regelverstoß. Die Maroons waren das Top-Team der NFL im Osten der USA. Sie hatten ihren Erzrivalen, die Frankford Yellow Jackets in der Regular Season geschlagen und hatten sich somit das Recht zu einem Freundschaftsspiel gegen ein All-Star-Team der University of Notre Dame erworben. Dieses Spiel war finanziell sehr lukrativ, die Mannschaft aus South Bend wollte mit zahlreichen bekannten Collegefootballstars wie Harry Stuhldreher oder Elmer Layden auflaufen und dies hätte hohe Zuschauereinnahmen versprochen. Zur Austragung des Spiels buchten die Maroons ein größeres Stadion in Philadelphia. Um das Spiel der Maroons gegen die University of Notre Dame dort zu verhindern, setzte das alte Team von Russ Stein am selben Tag ein reguläres Saisonspiel an und machte bei der NFL seinen Gebietsanspruch geltend, woraufhin die NFL die Maroons davor warnte das Spiel in Philadelphia auszutragen. Die Maroons gingen davon aus, diese Warnung ignorieren zu können (angeblich wurde ihnen in einem Telefonat das Einverständnis zur Durchführung des Spiels erteilt) und wurden umgehend nach ihrem 9:7-Sieg über die Mannschaft aus South Bend von der NFL suspendiert und die Cardinals zum Meister erklärt. Beide Brüder kamen in dem Spiel zum Einsatz und obwohl das Spiel von vielen Footballfans als eines der besten Spiele aller Zeiten bezeichnet wurde, suspendierte die NFL die Maroons, was zur Folge hatte, dass diese ihre Saison nicht mehr zu Ende spielen konnten. Bei einem Sieg im letzten regulären Meisterschaftsspiel gegen die Providence Steam Roller, welches einen Tag nach dem Spiel gegen die University of Notre Dame hätte stattfinden sollen, wären sie nicht mehr einholbar und der Meistertitel wäre ihnen unzweifelhaft nicht mehr zu nehmen gewesen.
1926 wechselte Russ zu den von Pete Henry trainierten Canton Bulldogs und beendete danach seine Laufbahn.

## Ehrungen
Russ Stein wurde einmal zum All-Pro gewählt. Er ist seit 1999 Mitglied in der Washington & Jefferson College Athletics Hall of Fame und seit 1991 in der Rose Bowl Hall of Fame.

## Nach der NFL
Russ Stein kehrte nach Ohio zurück. Sowohl sein Bruder, als auch er selbst waren erfolgreiche Geschäftsleute. Russ Stein war von 1941 bis 1945 Sheriff im Trumbull County. Er war verheiratet und hatte vier Kinder. Bis zu seinem Tod schrieb er in der lokalen Zeitung Artikel über den Footballsport.